# Oxford Union
La Unión de Oxford conocida como la Oxford Union (o Oxford Union Society), es una sociedad privada de debate del Reino Unido, con sede en la ciudad de Oxford, Inglaterra. Sus miembros proceden mayormente de la Universidad de Oxford. Fundada en 1823, es la tercera asociación más antigua después de Cambridge Union Society y University of St. Andrews Union Debating Society.
Al nivel internacional, posee una reputación por la intensidad de sus debates. Formaron parte de esta sociedad varias personalidades que se convirtirían después en políticos británicos.
La Unión de Oxford es una organización hermana de la Conferencia Olivaint de Bélgica.

## Oradores notables

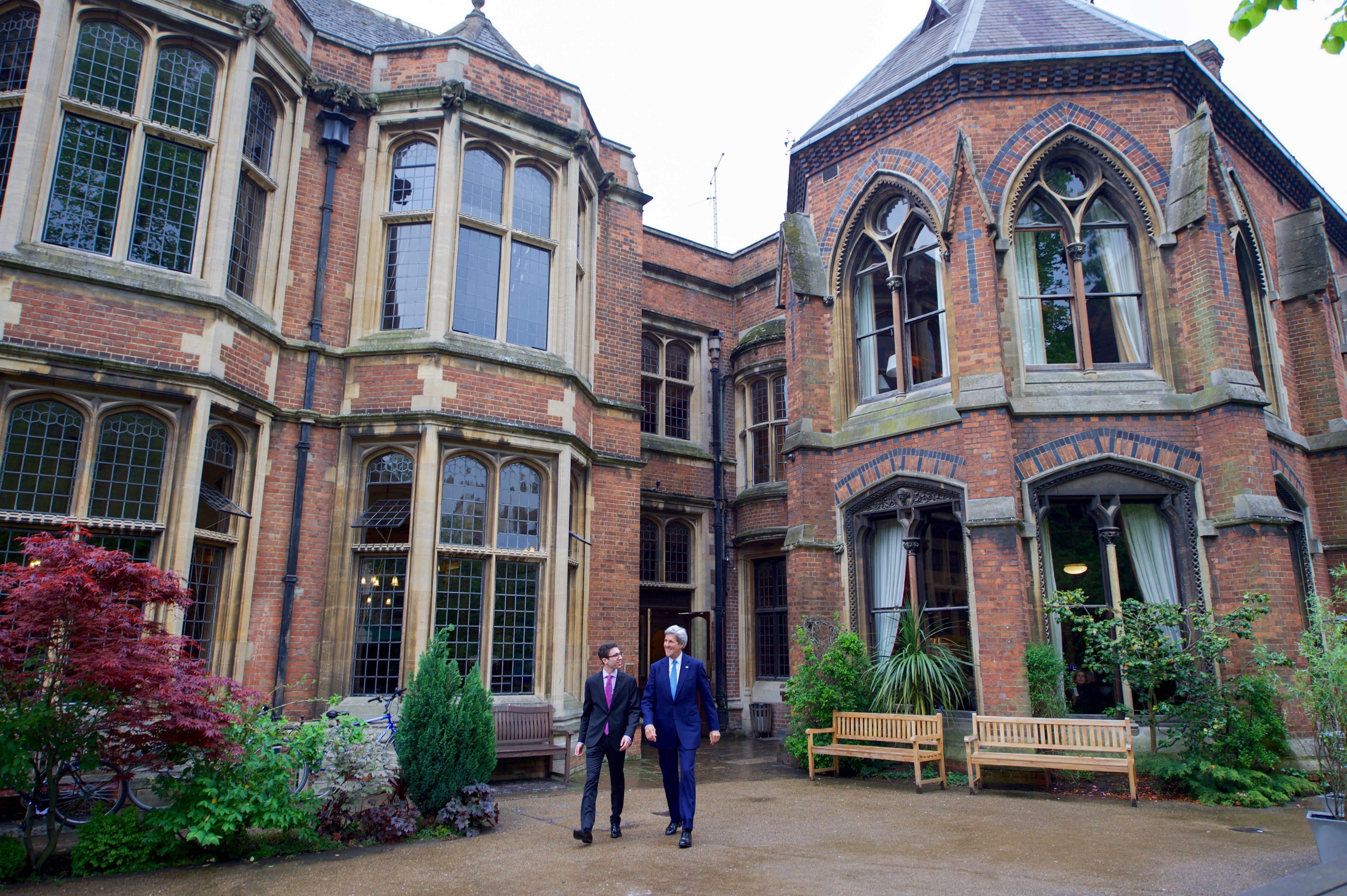
John Kerry, ex Secretario de Estado de los Estados Unidos junto al expresidente de la Unión en el jardín de Oxford Union.

- Ex primeros ministros de Reino Unido como Winston Churchill, Edward Heath, Margaret Thatcher y John Major; expresidentes de Estados Unidos como Richard Nixon, Jimmy Carter, Ronald Reagan y Bill Clinton.
- Los científicos Richard Dawkins, Stephen Hawking y Albert Einstein
- Los músicos Barry White, Gerard Way, Shakira, Corey Taylor y Lang Lang
- Los futbolistas Diego Maradona y Paul Gascoigne[3]